# Стара синагога (Чортків)
Стара міська синагога (інша назва — Головна синагога) — колишня синагога у місті Чорткові на Тернопільщині. Кам'яна будівля, зведена у XVIII столітті та являє собою рідкісний приклад синагоги оборонного типу. Будівля має статус пам'ятки архітектури місцевого значення (№ 1742-м).

## Розташування
Синагога розташована на сучасній вулиці Гоголя, 2.

## Історія
У XVIII столітті у Чорткові діяв лише бет-мідраш рабина Гіршелі, що розташовувався у невеличкому будинку, але через зростання чисельності юдейської громади міста, для проведення щоденних молитов потрібне було більше приміщення. Було вирішено будувати синагогу. Так, у 1751 році розпочалося будівництво синагоги, що тривало близько сімнадцяти років і завершилося у 1771 році. Ініціатором та основним фундатором будівництва юдейської святині був рабин Маєр Кац. 
Внутрішній інтер'єр святині мав численні малюнки і різьблення з XIX століття та спеціальний «вівтар» для відправи, оздоблений золотими та срібними прикрасами. Тут здійснювалося щоденне читання молитов, яке супроводжувалися хором з 60 осіб. Під стіною зі східного боку храму розташовувалося підвищення висотою близько 80 см. 
Належала до синагог XVI—XX століття, в яких перекриття чоловічого залу не мало внутрішніх опор і могло бути кам'яним або дерев'яним у вигляді фальшивих бочкових склепінь, що найчастіше зустрічаються на Поділлі.
До 1909 року Стара міська синагога була резиденцією головного рабина Чорткова, а після побудови Нової синагоги, остання стала резиденцією головного рабина міста.
Під час німецької окупації Чорткова, у місті 1942 року створено гетто, в якому до 1943 року загинули або були депортовані до окупованої Польщі у табір смерті Белжець більшість місцевих євреїв, а синагогу було розграбовано та сплюндровано. Радянська окупаційна влада, що прийшла на зміну німецькій, почала використовувати святиню як склад, і таку функцію будівля колишньої синагоги виконувала й до нині. 
Лише 2019 року синагога отримала шанс на відновлення. Громадянка Канади Ребіца Сімон, давній предок якої колись мешкав у Чорткові та похований на міському центральному цвинтарі, створила фонд та виявили готовність відреставрувати приміщення старої синагоги. 25 жовтня 2019 року голова Чортківської райдержадміністрації Оксана Чайчук спільно з першим заступником райдержадміністрації Іваном Заболотним та заступником райдержадміністрації Йосифою Овод підписали акт приймання-передачі приміщення колишньої синагоги у безоплатне користування Чортківській іудаїстській релігійній громаді. Згодом синагогу звільнили від речей, що там досі зберігалися. Розпочалися передпроєктні роботи, згідно яких була оцінена вартість реставраційних робіт та розроблений робочий проєкт реконструкції будівлі. Метою проєкту є збереження синагоги від подальшої руйнації, а саме — зміцнення загальної структури. Необхідно провести термінові роботи по заміні покрівлі або встановити тимчасовий захисний дах. Негайного втручання потребують цегляні склепіння, що розпадаються під дією природних явищ (дощ, низькі температури тощо), а також слід ліквідувати тріщини у стінах приміщення.